# مسجل الزمن

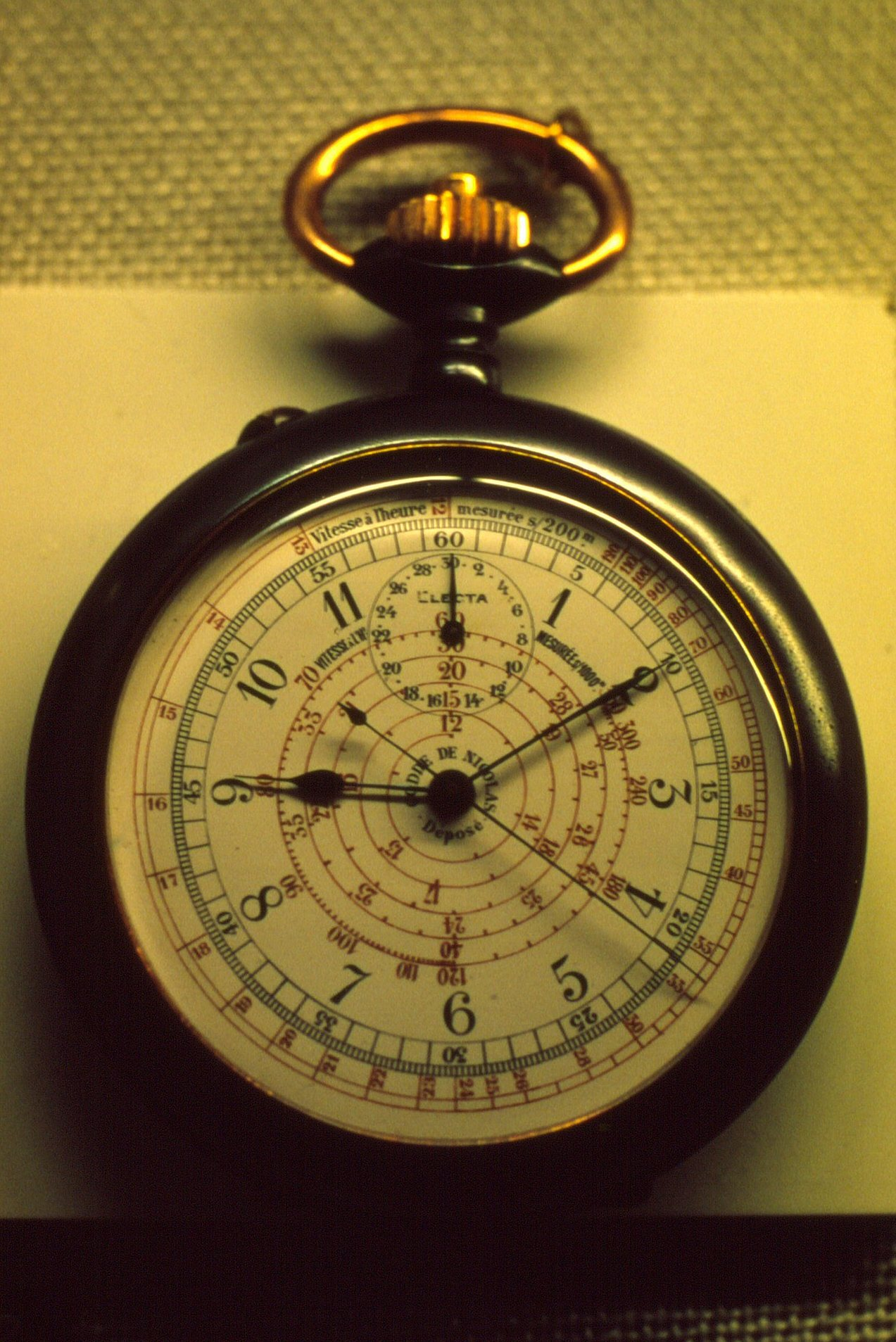
مسجل الزمن أو "ستوب ووتش".

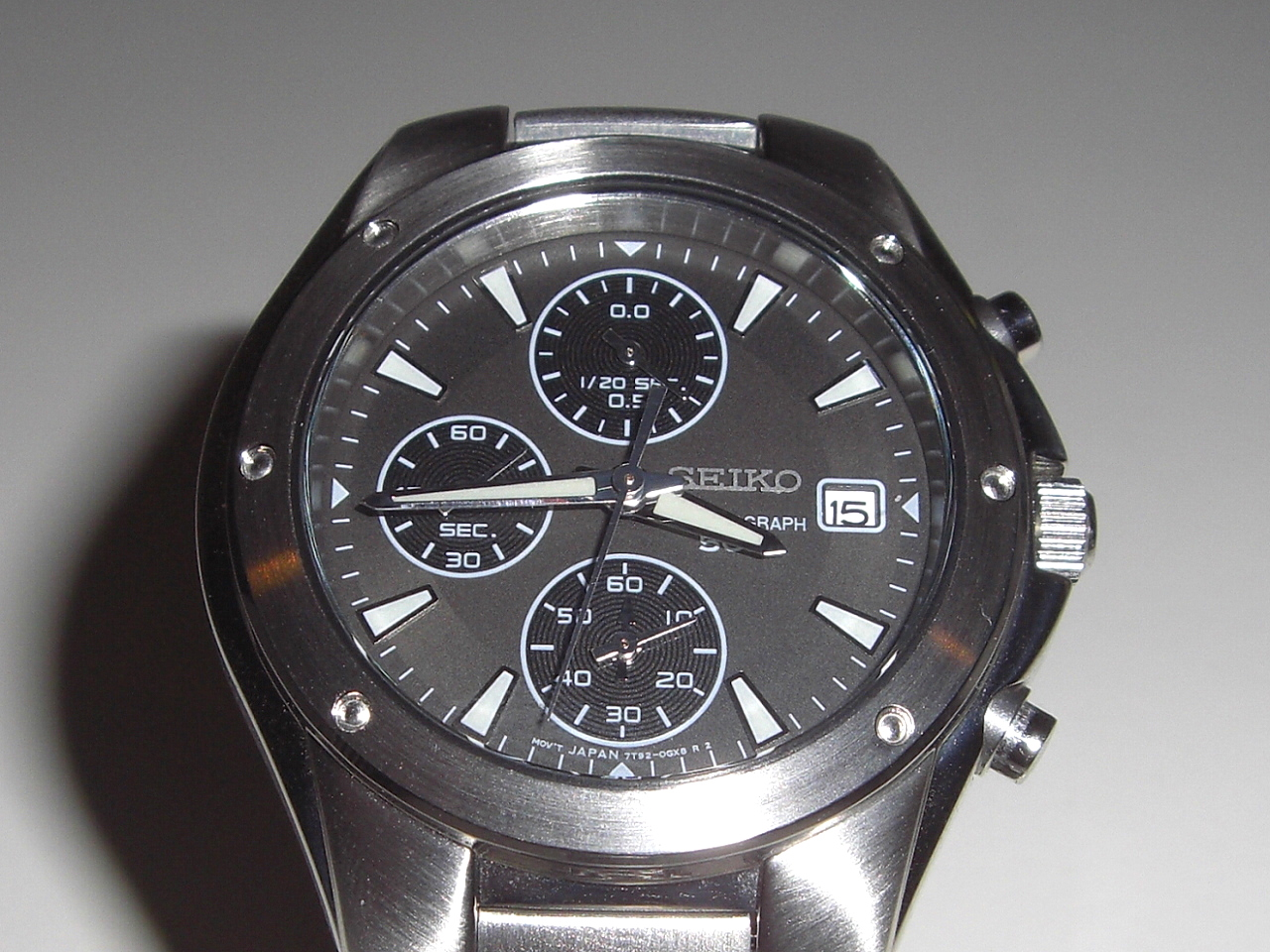
تستخدم ساعة السيكو كوارتز (A Seiko quartz) وظائف مسجل الزمن

مسجل الزمن أو مَرْسَمَة الزمن أو الكرونوغراف (بالإنجليزية: Chronograph)‏ هي ساعة توقيت عادية دقيقة بها مؤشر ثواني ثاني يمكن إيقافه (ساعة إيقاف). هذا العقرب يمكن بواسطة أزرار إيقافه أو إعادة تدويره لعد الثواني وأجزائها. ويوجد من مسجل الزمن أنواع أكثر تعقيدا حيث يمكنها عد الثواني والدقائق والساعات وكذلك 1/10 من الثانية. كما أن مسجل الزمن الحديث له تقسيمات يمكن بواسطها حساب السرعة أو حساب المسافة سريعا.
اخترع الفرنسي لويس موانيه [الإنجليزية] مسجل الزمن في عام 1816 بغرض مشاهدة الأجرام الفلكية.
بعض مسجلات الزمن ذات شكل رائع يجعلها تحفة فنية رائعة حيث يمكن أيضا عن طريقها القيام بوظائف ضبط الوقت. وتم إنتاج أول مجموعة من ساعات الكونوفراف في منتصف القرن التاسع عشر، ولكن لم يزداد عليها الطلب لاستخدامها حتي عام  1920.
غالبا ما يخلط بين مصطلح Chronograph  ومصطلح Chronometer (تعني مقياس الزمن)، فتعبير Chronograph يعبر عن «وظيفة» أداة قياس الساعة بصرف النظر عن دقتها، أما Chronometer فهو مقياس للزمن ولا بد من أن يكون دقيق للغاية. مقياس الزمن يجب أن يحصل على شهادة من معهد الساعات السويسري بأنه يعمل بدقة. أما مسجل الزمن فلا يحصل على تلك الشهادة، إلا بعد أن يقوم المعهد المذكور بفحصه فحصًا جيدًا. ويستخدم مقياس الزمن في البحرية وفي الملاحة السماوية ويرجع ذلك الي دقتها الكبيرة جدًا.

## الأنواع
هناك أنواع عديدة من مسجلات الزمن:

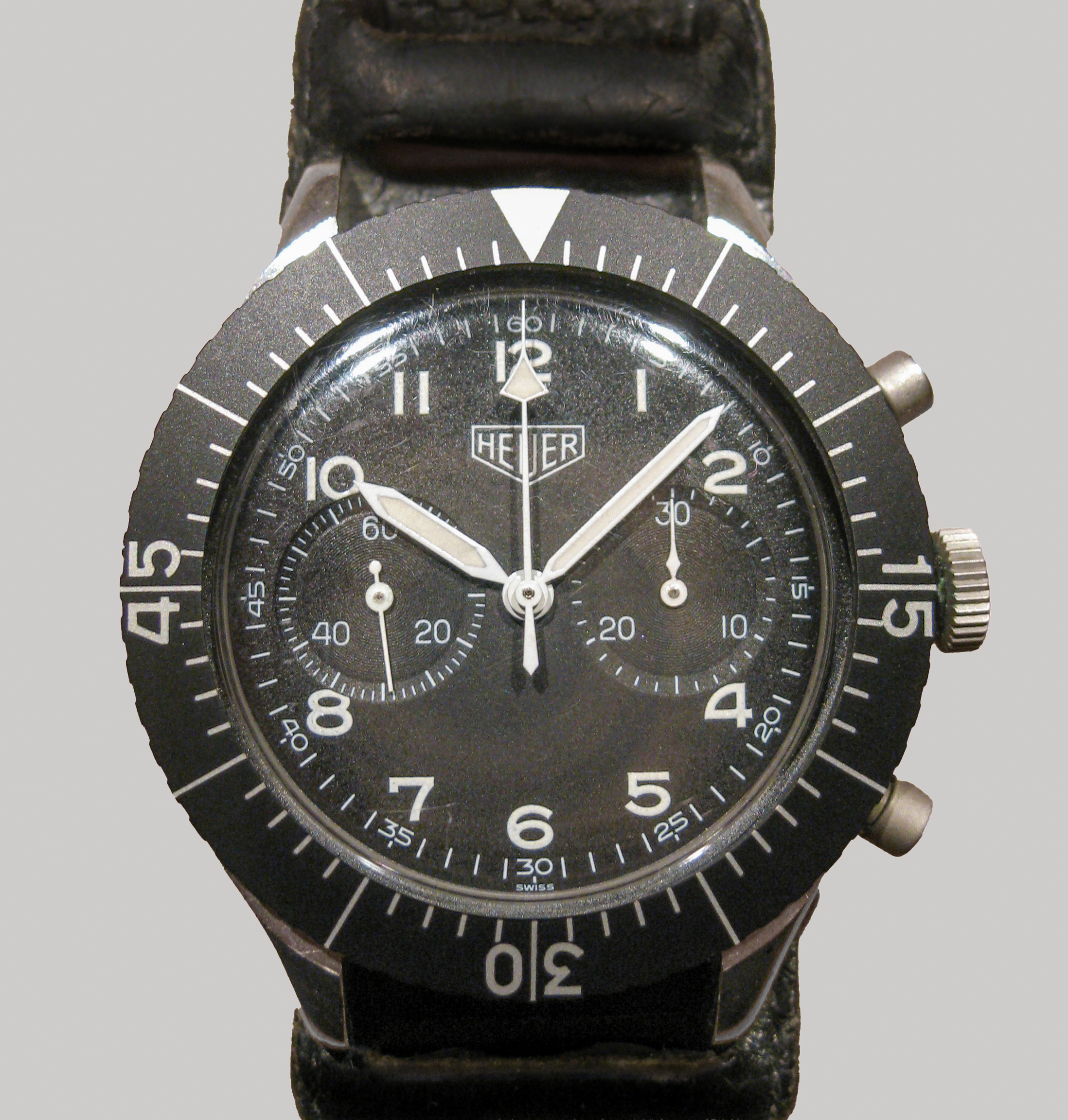
مسجل الزمن خاص بالطيارين من نوع "هوير" من عام 1967

- مسجلات الزمن الرقمية (Digital chronographs) وتستخدم شاشات عرض رقمية لضبط الوقت وللقيام بوظائف ساعة التوقيت، ويتم ذلك عن طريق استخدام شاشات عرض منفصلة أو باستخدام شاشة عرض واحدة حيث من خلالها يتم التنقل بين الوسائط المتعددة.
- مسجلات الزمن التماثلية الرقمية (Analog-digital chronographs) وهي تعتمد في تحديد الوقت علي النظر الي عقرب الدقائق والثواني الموجودين في الساعة. تحتوي مسجلات الزمن التماثلية علي ميناء مقسمة تقسيما دقيقا، حيث تقسم فيها الثواني أيضا فيمكن قياس جزء من الثانية. عند الإيقاف يمكن قراءة القياس على الميناء تقسيمات المينا. ثم يضغط على الزرار فيعود العقرب إلى الصفر. وتصبح الساعة مستعدة للقياس من جديد، فإذا ضغطنا على زرار البدء بدأ عقرب الثواني في العد حتى نوقفه، ويتم كل ذلك ميكانيكيا.

لكي يحصل مسجلات الزمن علي "شهادة مقياس الزمن"، تُعطي المراقبة الرسمية السويسرية لمقاييس الزمن [الإنجليزية] (بالفرنسية: Contrôle officiel suisse des chronomètres، تُختصر إلى COSC)‏ تلك الشهادة حيث يجري عليها اختبارات متعددة للتأكد من دقتها. ويمكن لساعة عادية الحصول على شهادة مقياس الزمن من دون أن تكون ساعة «ستوب ووتش»، مثل ساعة السفينة المستخدمة في الملاحة.

## الاستخدامات

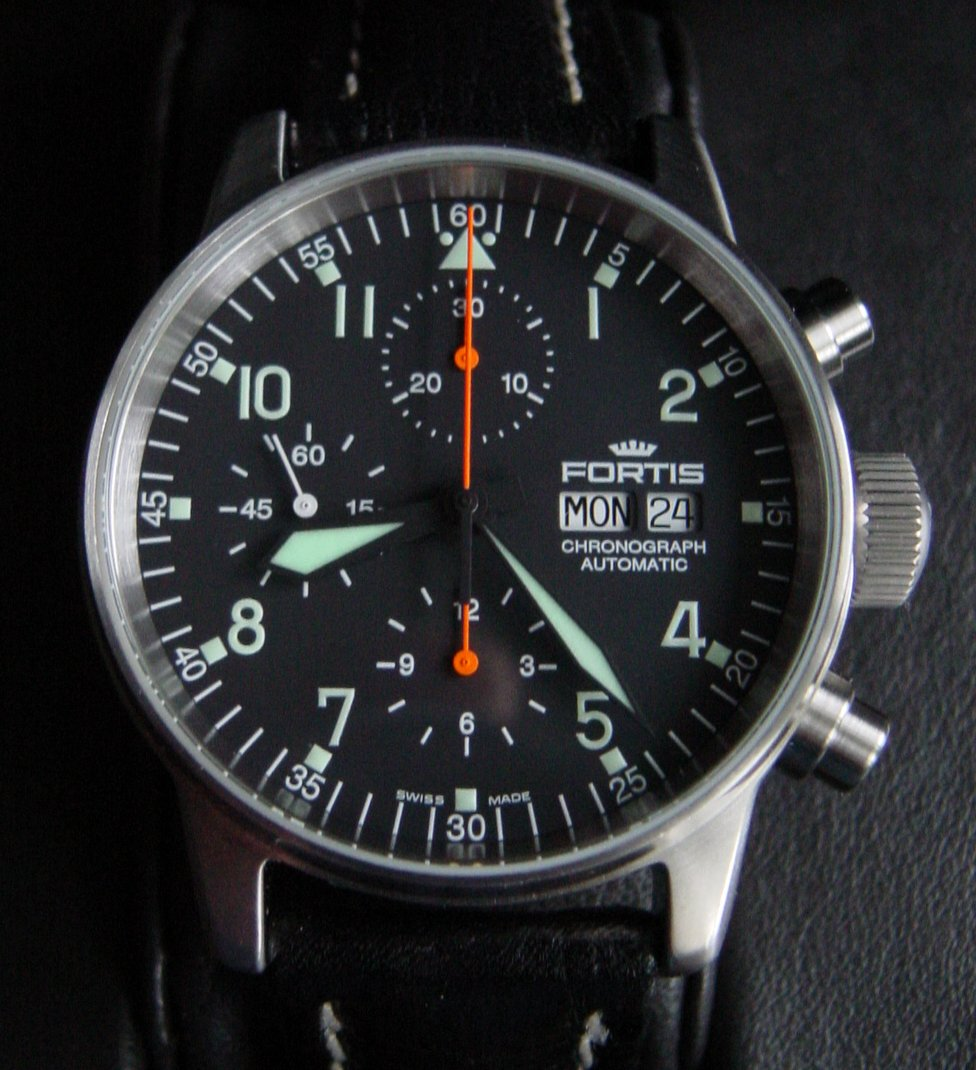
مسجل الزمن خاص الطيارين من نوع "فورتيس".

استخدم مسجل الزمن في البداية لتعيين سرعة قذائف المدفعية. فقد كان يستخدم لمقارنة المشتهدات على أساس مرجع زمني. وقبل اختراع ساعة «ستوب ووتش الإلكترونية» كان القراءات تؤخذ بواسطة مسجل الزمن وتدون. فمثلا استخدم مسجل الزمن في تسجيل زمن سباق الخيل.
كما استخدمت البحرية الأمريكية مسجل الشمس لتدوين وحساب وتحليل بيانات عمل مقلاعات الطائرات من على حاملات الطائرات. واستخدام آخر شهير وهو أن كل رائد فضاء من ناسا كان معه مسجل الزمن من نوع «أميجا سبيدماستر» عند سفره إلى القمر في رحلات أبولو. والآن يكثر استخدام الكرونغراف في المستشفيات لقياس عدد ضرابت القلب ولحساب السرعة أو المسافة في ملاعب الرياضة أو حتى تجده يستخدم في المطابخ كأداة لضبط الفرن.